# Gerardo Espinoza
Gerardo Espinoza Ahumada (3 de outubro de 1981) é um futebolista profissional mexicano que atua como meia.

## Carreira
Gerardo Espinoza representou a Seleção Mexicana de Futebol nas Olimpíadas de 2004.